# Gottlieb Bordeaux
Gottlieb Bordeaux, også kendt som "General Buddo" var tømrer og tidligere slave. Han ledede 3. juli 1848 slaveoprøret på St. Croix, hvor 8.000 slaver fra St. Croix’ sukkerrørsplantager marcherede mod Frederiksted med et krav om øjeblikkelig frigivelse i stedet for at følge den planlagte gradvise frigivelse over tolv år, som den danske konge Christian 8 havde besluttet. Politistationen blev brændt ned, og en købmandsbutik blev plyndret. Slaverne havde lagt brændbart materiale op ad de fleste huse i byen og truede med at gøre oprør og sætte ild til hele byen. Områdets hvide beboere havde søgt beskyttelse i fortet eller ude på skibene i havnen, og situationen var ude af kontrol for det beskedne antal soldater. Guvernør Peter von Scholten, der var klar over truslen, blev tilkaldt fra Christiansted, og han besluttede egenhændigt at afskaffe slaveriet, da han fra Fort Frederik oplæste sin berømte erklæring: "Alle de, der på De Danske Vestindiske Øer ikke er frie, kan fra i dag anse sig for at være frie...".
Efter oprøret red Gottlieb Bordeaux og den danske brandmajor rundt på øen for at dæmpe de ophidsede, nu forhenværende slaver, der ville have afløb for de mange års ydmygelser og undertrykkelse.
Kaptajnløjtnant Irminger erklærede Frederiksted i undtagelsestilstand og begyndte at fange, hvad han mente, var urostiftere og lave standretter. Gottlieb Bordeaux blev fanget og ført til Christiansted anklaget for at være den der har organiseret opstanden blev han indsat i fortets fængsel. Han skulle blive sejlet til Tortola i de Britiske Jomfruøer, hvor slaveriet var afskaffet. Major Gyllich startede en indsamling blandt plantageejere, hvis ejendomme var blevet skånet ved Gottlieb Bordeaux indgriben. Han fik mange gaver, penge og anbefalingsskrivelser. Han gik om bord på skibet som skulle tag ham til Tortola klædt som en gentleman og medførte sine gaver. Men skibet var Ørnen under kommando af kaptajnløjtnant Irminger.
Alle Gottlieb Bordeaux ejendele taget fra ham, og han måtte trække i matrostøjet og blev sat på simpel forplejning. Den 15. december forlod ”Ørnen” Charlotte Amalie, men sejlede forbi Tortola. Dagligt kom Gottlieb Bordeaux i forhør hos kaptajnen som ville vide, hvem der stod bag oprøret, hvor længe det var planlagt, og hvor meget Scholten havde vidst. Gottlieb Bordeaux var tavs, og det blev han ved med hver eneste dag, medens ”Ørnen” krydsede omkring mellem forskellige småøer. 8. januar opgav Irminger, og Gottlieb Bordeaux blev roet i land på Trinidad uden sine ejendele. Herfra skulle han være kommet videre til New York, hvor han i 1850 skulle have haft forbindelse til Lewis Tappan en kendt modstander af slaveriet. Herefter er der ikke længere spor efter ham.
Pladsen foran Fort Frederik hovedindgang, hvor slaverne fik deres frihed, er i dag omdannet til en lille park kaldet Buddhoe Park efter Gottlieb Bordeaux. Der er opstillet en buste af ham i parken.